# Bismuto
Il bismuto è l'elemento chimico di numero atomico 83 e il suo simbolo è Bi. È il quinto elemento del gruppo 15 (gruppo dell'azoto) del sistema periodico (6° periodo), fa parte del blocco p ed è l'elemento che nel gruppo viene dopo l'arsenico e l'antimonio. Come per questi e gli altri elementi del gruppo, le sue valenze principali sono 3 e 5 e gli stati di ossidazione, pur con varia stabilità, vanno da -3 a +5. Fino al 2003 è stato ritenuto l'ultimo elemento non radioattivo.
Appare come un metallo pesante, anche se meno del piombo, fragile, di aspetto bianco-roseo, scarso conduttore elettrico e termico; il suo comportamento chimico assomiglia in vari aspetti a quello dell'arsenico e dell'antimonio. Tra i metalli è il più diamagnetico e uno dei peggiori conduttori di elettricità e calore. A differenza dell'arsenico e dell'antimonio, ma anche del piombo, il bismuto è relativamente non tossico. Composti del bismuto esenti da piombo sono usati nell'industria cosmetica e in applicazioni mediche.

## Caratteristiche
Il bismuto è un elemento chimico dal tipico aspetto metallico: mostra la caratteristica lucentezza metallica di colore grigio-argenteo con lieve sfumatura rosata, è un conduttore di elettricità, sebbene in questo sia parecchio scadente, e inoltre è fragile (come pure Sb e As che lo precedono nel suo gruppo). Dopo l'arsenico e l'antimonio che sono considerati metalloidi, il bismuto, tenuto conto anche del suo comportamento chimico, viene per lo più considerato un elemento metallico e, più specificamente, un metallo di post-transizione, sebbene venga talvolta descritto come metalloide.
Insieme al silicio, gallio e germanio è un elemento che, a pressione ambiente, diminuisce di volume (aumenta di densità) all'atto della fusione, come accade per l'acqua. In forma finemente suddivisa, per riscaldamento in aria può infiammarsi e bruciare con fiamma blu, producendo fumi gialli di ossido di bismuto (Bi2O3).
Da un punto di vista fisico, a temperatura e pressione ambiente il bismuto non è un metallo, ma un semimetallo: il minimo della sua banda di conduzione è collocato più in basso in energia del massimo della sua banda di valenza (come accade nello stato metallico), sebbene di pochissimo, ma il massimo e il minimo sono situati a valori diversi del vettore d'onda. La minima ricopertura delle bande (≈ 10 meV) e lo scarto nel loro posizionamento sono i fattori che limitano la conduzione elettrica: la resistività del bismuto (ρ = 130×10−8 Ω·m) è perfino maggiore di quella dell'antimonio (40×10−8 Ω·m) e dell'arsenico (30×10−8 Ω·m), anch'essi fisicamente semimetalli, nonostante siano elementi chimicamente meno metallici rispetto a esso; d'altro canto lo stesso andamento qualitativo trova riscontro nella loro conducibilità termica (As > Sb > Bi).

### Strutture cristalline
Il bismuto ha varie strutture cristalline in dipendenza delle condizioni di temperatura e pressione. In condizioni ambiente la struttura termodinamicamente stabile (α-Bi) è analoga a quella comune all'arsenico (arsenico grigio, α-As) e all'antimonio (α-Sb). La struttura è romboedrica e consiste in strati increspati, sovrapposti, di atomi bismuto. Questi sono disposti sopra e sotto il piano medio di ogni strato; in un dato strato questi atomi formano anelli esagonali in conformazione a sedia e gli esagoni sono connessi fra loro con giunzioni trans (come nella trans-decalina). Ogni atomo di bismuto in uno strato è legato a tre primi vicini e la distanza Bi–Bi è di 307 pm, con un angolo Bi-Bi-Bi di 95,5° (109,5° idealmente nell'anello del cicloesano); inoltre è meno fortemente legato a tre atomi Bi dello strato sottostante con distanze di 353 pm, valore che è alquanto inferiore al doppio del raggio di van der Waals di Bi (414 pm). in questa struttura il suo coefficiente dell'effetto Hall è il più alto di ogni altro elemento metallico. A pressioni di ~8 GPa e oltre la struttura stabile diviene quella cubica a corpo centrato, struttura comune in molti metalli.

### Strutture molecolari
La molecola Bi4, che si suppone sia analoga a quelle dei congeneri superiori (P, As, Sb), è stata indagata con calcoli quantomeccanici. Sono state trovate due strutture che sono minimi locali sulla superficie di energia potenziale. La più stabile è tetraedrica regolare, esattamente analoga alla ben nota molecola P4, con simmetria molecolare Td; i legami Bi–Bi risultano lunghi 301,6 pm e gli angoli sono ovviamente di 60°.
L'altra struttura, meno stabile rispetto alla prima di 162,0 kJ/mol, ha simmetria molecolare C2v e consta di due triangoli isoscele uniti per la base, come nel biciclobutano. Il legame centrale (la base del comune dei triangoli) è di 315,2 pm (> 301,6 pm), gli altri sono più corti, 296,1 pm. La dissociazione di Bi4 in due molecole Bi2 (Bi≡Bi) è calcolata essere esotermica per 270,9 kJ/mol e la dissociazione di Bi2 in due atomi richiede 232,2 kJ/mol.

### Cristalli artificiali
Il bismuto in forma altamente pura può formare cristalli iridescenti con colori gialli, blu, rosa-porpora, verde scuro, generalmente venduti come oggetto di collezionismo. Il colore si origina dall'interferenza che si crea nel sottile strato di ossido di bismuto, che è di spessore variabile e confrontabile con la lunghezza d'onda della luce visibile.

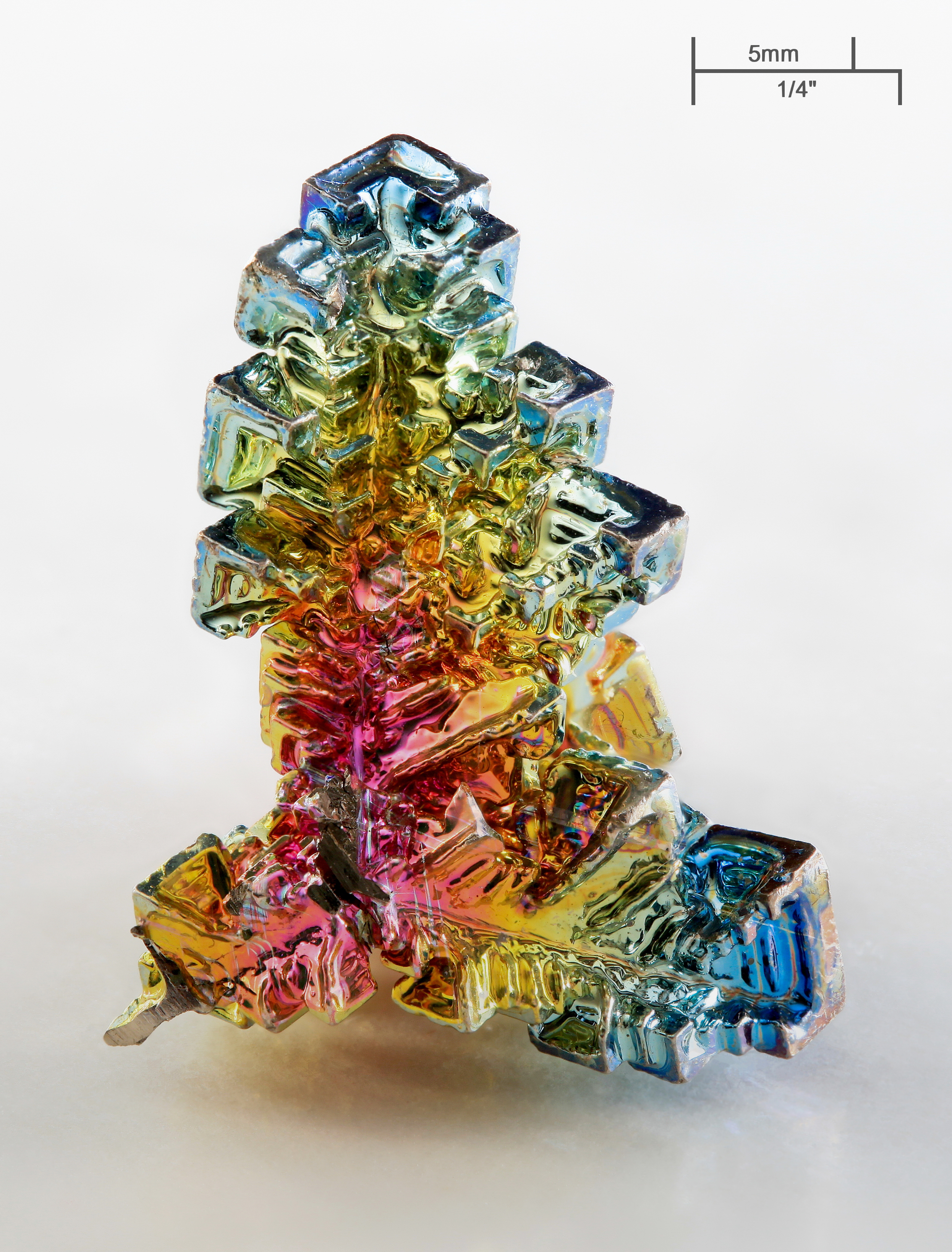
Cristallo artificiale di bismuto
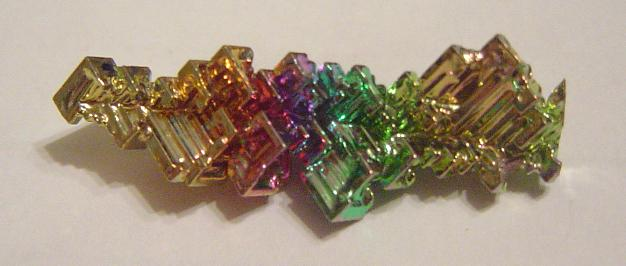
Cristallo artificiale di bismuto
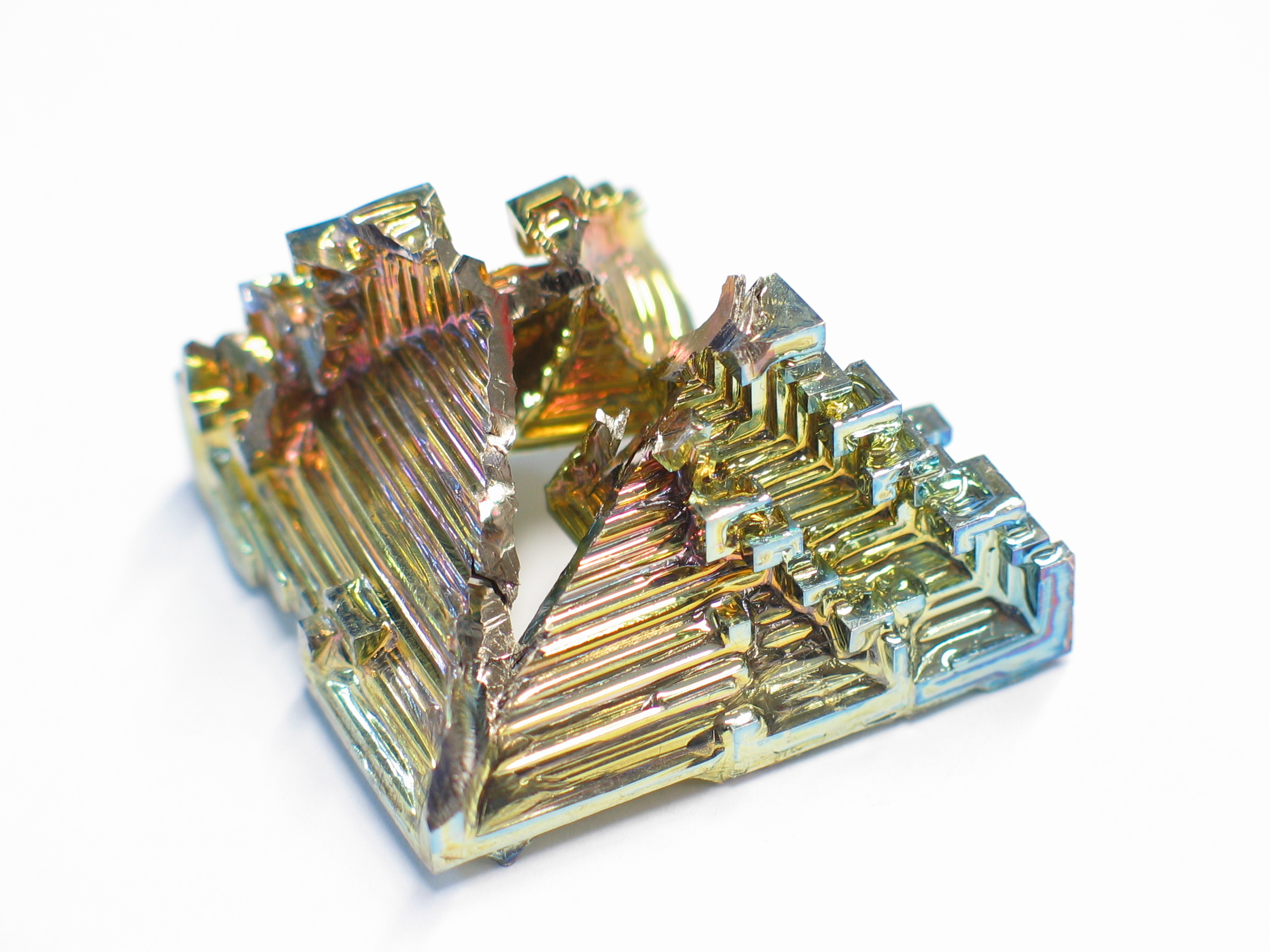
Cristallo artificiale di bismuto

## Isotopi
Il bismuto, come anche il fosforo e l'arsenico che lo precedono nello stesso gruppo 15, è un elemento mononuclidico: l'unico isotopo presente in natura è 209Bi (spin 9/2-). Questo isotopo, come si è scoperto nel 2003, è radioattivo (vide infra), per cui il bismuto, a differenza di P e As, non è un elemento monoisotopico. Questo isotopo è dotato di spin nucleare e questo permette così di usare la tecnica della risonanza magnetica nucleare per i composti di bismuto.

### Instabilità dell'elemento
Il bismuto è stato a lungo creduto l'ultimo elemento stabile (non radioattivo) della tavola periodica. La sua instabilità, sospettata teoricamente fin dal 1972, ha avuto una conferma sperimentale solo nel 2003, quando i ricercatori dell'Institut d'Astrophysique Spatiale di Orsay hanno misurato il tempo di dimezzamento per decadimento alfa dell'isotopo 209Bi, ricavando il valore di 1,90×1019 anni, un tempo che è oltre un miliardo di volte superiore all'attuale stima dell'età dell'Universo. Pertanto ai fini pratici il bismuto può essere di fatto considerato un elemento stabile per qualsiasi applicazione e può essere trattato come ogni altro materiale non radioattivo; benché a livelli praticamente nulli, inferiori a quelli dovuti al carbonio-14 normalmente contenuto nel corpo umano, la radioattività del bismuto è di interesse accademico in quanto prevista teoricamente prima dell'osservazione sperimentale in laboratorio.
Il 209Bi decade emettendo una particella alfa (nucleo 4He) trasformandosi in 205Tl, il secondo dei due isotopi stabili del tallio; l'energia di decadimento è 3,137 MeV.

### Isotopi radioattivi
Oltre al 209Bi, si conoscono altri 35 radionuclidi del bismuto, aventi numeri di massa compresi tra A = 184 e A = 219.
Il 205Bi (spin 9/2-) decade per emissione di positrone (β+) per dare piombo-205, rilasciando 1,686 MeV, con un'emivita è di 15,3125 giorni; il Pb-205 così prodotto è radioattivo e decade per cattura elettronica (ε) a tallio-205 (T½ = 1,73×107 anni; ΔΕ = 50,5 keV), che è stabile.
Il 206Bi (spin 6) decade per emissione di positrone (β+) per dare piombo-206 (stabile), rilasciando 2,735 MeV, con un'emivita è di 6,243 giorni.
Il 207Bi (spin 9/2-) decade per emissione di positrone (β+) per dare piombo-207 (stabile), rilasciando 1,375 MeV, con un'emivita è di 32,978 anni.
Il 208Bi (spin 5) decade per emissione di positrone (β+) per dare piombo-208 (stabile), rilasciando 1,856 MeV, con un'emivita di 367.834 anni.
Il 210Bi (spin 1-) in quasi il 100% dei casi decade per il emissione di elettrone (β−) per dare polonio-210, rilasciando 1,161 MeV; il polonio-210 così prodotto è radioattivo e decade alfa a piombo-206 (stabile), rilasciando 5,407 MeV; in piccolissima percentuale (0,000132%) il 210Bi decade alfa a tallio-206, rilasciando 5,0364 MeV; il tallio-206 così prodotto decade β- a piombo-206 (T½ = 4,202 minuti; ΔΕ = 1,532 MeV), che è stabile. L'emivita complessiva di 210Bi è di 5,012 giorni.
Di questo isotopo è noto uno stato eccitato (metastabile) a 271,31 keV sopra il livello fondamentale, il 210mBi (spin 9-); decade alfa a tallio-206, con emivita di 3,04×106 anni.
Il 211Bi (spin 9/2-) in quasi il 100% dei casi decade alfa per dare tallio-207, rilasciando 6,750 MeV; il tallio-207 così prodotto è radioattivo e decade β− a piombo-207 (stabile), rilasciando 1,418 MeV; in piccolissima percentuale (0,276%) il 211Bi decade β− a polonio-211, rilasciando 574,09 keV; il polonio-211 così prodotto decade alfa a piombo-207 (T½ = 515 millisecondi; ΔΕ = 7,594 MeV), che è stabile. L'emivita complessiva di 211Bi è di 2,14 minuti.

## Applicazioni
Viene usato principalmente nel campo siderurgico e per preparare leghe a basso punto di fusione come quelle per i fusibili.
L'ossicloruro di bismuto è molto usato nell'industria cosmetica mentre il subnitrato di bismuto e il subcarbonato di bismuto trovano uso in medicina. Il subsalicilato di bismuto è usato come farmaco anti-diarroico.
Tra gli altri usi si annoverano:
- produzione di forti magneti permanenti, in lega con il manganese;
- applicazione in sistemi antincendio di molte leghe di bismuto che hanno bassi punti di fusione;
- come additivo del ferro per renderlo malleabile;
- realizzazione di catalizzatori per la produzione di fibre acriliche;
- produzione di termocoppie;
- come refrigerante nel reattore nucleare al piombo, allo stato liquido in lega eutettica con il piombo;
- realizzazione di leghe per saldatura, anche perché queste si espandono leggermente per raffreddamento;
- realizzazione di smalti vetrosi usati per finissaggi iridescenti di cui il subnitrato di bismuto è un componente;
- come scintillatore inorganico utilizzato nella PET (germanato di bismuto);
- come sostituto dell'acciaio per simulazioni fluidodinamiche in campo di ricerca siderurgico

Dai primi anni novanta il bismuto è oggetto di studio come sostitutivo non tossico del piombo in diversi materiali come ceramiche e smalti, specialmente per quelli destinati al contatto con i cibi.
A partire dagli anni 2000 viene utilizzato in alternativa al piombo per il caricamento di munizioni da caccia.
Recenti ricerche (2007) hanno utilizzato il bismuto per realizzare dei superconduttori a bassa temperatura (90 K). Questi superconduttori mostrano proprietà molto interessanti e potrebbero essere utilizzati nelle future macchine per l'imaging a risonanza magnetica.
Altre ricerche molto rencenti (2025) da parte di scienziati cinesi lo indicano come possibile sostituto del silicio per le prossime generazioni di transistor.

## Storia
Non è possibile stabilire con certezza se la scoperta del bismuto sia stata opera di un alchimista o di una persona che lavorava con i minerali di bismuto. Sembra che attorno alla metà del XV secolo venisse utilizzata una nuova lega per produrre i caratteri di stampa nella cui formula segreta il bismuto svolgeva un ruolo fondamentale.
Anche l'origine del nome non è molto chiara: deriva da una parola tedesca Wismut dal significato incerto, forse con il significato di metallo bianco o forse derivato dal toponimo di una miniera. Anche su chi ne ha latinizzato il nome agli inizi del XVI secolo in bisemutum c'è incertezza: alcuni indicano G. Bauer, chiamato anche Agricola, mentre altri parlano di Paracelso.
Data la sua somiglianza con lo stagno e il piombo, il bismuto nell'antichità fu confuso con questi. Fu Claude Geoffroy Junine nel 1753 a dimostrare che si trattava di un elemento a sé.

## Disponibilità
I più importanti minerali del bismuto sono la bismutinite e la bismite. Canada, Bolivia, Giappone, Messico e Perù sono i principali produttori. Il bismuto prodotto negli Stati Uniti d'America è principalmente un sottoprodotto della lavorazione dei minerali di rame, oro, argento, stagno e soprattutto del piombo.